# Mozaïekstaartrat
De mozaïekstaartrat (Uromys caudimaculatus) is een knaagdier uit het geslacht Uromys dat voorkomt in Nieuw-Guinea, de Aru-eilanden, Waigeo, Japen, Normanby, Fergusson en Australië, waar hij alleen leeft in het noordoosten van het Kaap York-schiereiland, inclusief Hitchinbrookeiland. Daar leeft hij in regenwouden en andere soorten bos. Hij is het nauwste verwant aan Uromys emmae uit Biak en Uromys hadrourus uit Queensland. Uromys siebersi uit de Kai-eilanden werd vroeger tot U. caudimaculatus gerekend, maar blijkt een aparte soort te zijn. Enkele vormen uit het vasteland van Nieuw-Guinea, zoals nero en scaphax, zijn waarschijnlijk ook aparte soorten.
De rug is grijsbruin, de onderkant wit. De lange, naakte staart is zwart, met een wit stuk (waarvan de lengte individueel verschilt) bij de punt. De bek is lang en bijna naakt. De wimpers zijn lang en zwart. De oren zijn kort en rond. De kop-romplengte bedraagt (in Australië) 275 tot 380 mm, de staartlengte 325 tot 360 mm, de achtervoetlengte 60 tot 80 mm, de oorlengte 30 tot 40 mm en het gewicht 500 tot 900 gram. Een exemplaar uit Fergusson is veel kleiner (Flannery, 1995): kop-romplengte 223 mm, staartlengte 206 mm, achtervoetlengte 50.7 mm, oorlengte 25.3 mm en gewicht 350 gram. Vrouwtjes hebben 0+2=4 mammae.
Deze soort is voornamelijk solitair. Hij kan goed klimmen. Hij eet fruit, zaden, knoppen, paddenstoelen, insecten, krabben, kleine gewervelden en vogeleieren. Hij begraaft soms zaden om ze later te gebruiken. Hij paart tijdens het natte seizoen (oktober-januari). Vaak wordt hij in de buurt van huizen gevonden.
Er zijn drie ondersoorten:
- Uromys caudimaculatus caudimaculatus (zuidelijk Nieuw-Guinea; Australië)
- Uromys caudimaculatus multiplicatus (westelijk Nieuw-Guinea)
- Uromys caudimaculatus papuanus (oostelijk Nieuw-Guinea)